# Charles Berling
Charles Berling (Saint-Mandé, 30 de abril de 1958) é um ator francês.

## Filmografia parcial

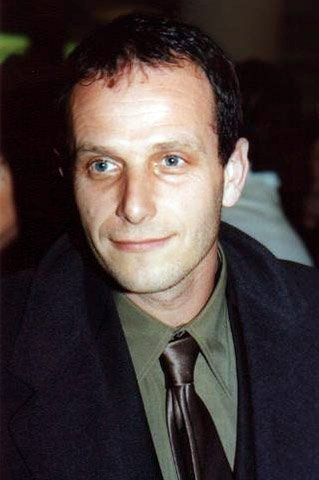
1996

### Cinéma
- 1982 : Meurtres à domicile de Marc Lobet
- 1985 : Vacherie de François Christophe
- 1985 : Nuit Froide de Nadyne Bensadoun
- 1993 : Les Vaisseaux du cœur de Andrew Birkin
- 1994 : Just Friends de Marc-Henri Wajnberg
- 1994 : Dernier Stade de Christian Zerbib
- 1994 : Consentement mutuel de Bernard Stora
- 1994 : Petits Arrangements avec les morts de Pascale Ferran
- 1994 : Couples et amants de John Lwolf
- 1995 : Nelly et Monsieur Arnaud de Claude Sautet
- 1995 : Pullman paradis de Michèle Rosier
- 1996 : Love, etc. de Marion Vernoux
- 1996 : Ridicule de Patrice Leconte
- 1997 : Nettoyage à sec de Anne Fontaine
- 1997 : Les Palmes de M. Schutz de Claude Pinoteau
- 1998 : La Cloche de Charles Berling
- 1998 : L'Inconnu de Strasbourg de Valeria Sarmiento
- 1998 : Ceux qui m'aiment prendront le train de Patrice Chéreau
- 1998 : L'Ennui de Cédric Kahn
- 1999 : Un pont entre deux rives de Frédéric Auburtin e Gérard Depardieu
- 1999 : Fait d'hiver de Robert Enrico
- 2000 : Une affaire de goût de Bernard Rapp
- 2000 : Les Destinées sentimentales d'Olivier Assayas
- 2000 : Stardom de Denys Arcand
- 2000 : Scènes de crimes de Frédéric Schoendoerffer
- 2000 : Demonlover de Olivier Assayas
- 2001 : Les Âmes fortes de Raoul Ruiz
- 2001 : Un jeu d'enfants de Laurent Tuel
- 2000 : Comédie de l'innocence de Raoul Ruiz
- 2001 : Comment j'ai tué mon père de Anne Fontaine
- 2001 : 15 août de Patrick Alessandrin
- 2002 : Cravate club de Frédéric Jardin
- 2002 : Filles perdues, cheveux gras de Claude Duty
- 2003 : Je reste ! de Diane Kurys
- 2003 : Père et Fils de Michel Boujenah
- 2004 : Agents secrets de Frédéric Schoendoerffer
- 2004 : Le Soleil assassiné de Abdelkrim Bahloul
- 2004 : La Marche de l'empereur de Luc Jacquet, voz
- 2004 : Grabuge ! de Jean-Pierre Mocky
- 2004 : La Maison de Nina de Richard Dembo
- 2004 : Un fil à la patte de Michel Deville
- 2005 : J'ai vu tuer Ben Barka de Serge Le Péron
- 2006 : Je pense à vous de Pascal Bonitzer
- 2006 : L'Homme de sa vie de Zabou Breitman
- 2008 : L'Heure d'été de Olivier Assayas
- 2008 : Caos calmo de Antonello Grimaldi
- 2008 : Par suite d'un arrêt de travail... de Frédéric Andréi
- 2008 : Les Murs porteurs de Cyril Gelblat
- 2010 : Krach de Fabrice Genestal
- 2010 : Insoupçonnable de Gabriel Le Bomin
- 2011 : Propriété interdite de Hélène Angel
- 2012 : Le Prénom de Alexandre de La Patellière e Matthieu Delaporte
- 2012 : Comme un homme de Safy Nebbou